# Liste der Skeleton-Anschubweltmeister
Die Liste der Skeleton-Anschubweltmeister führt alle Medaillengewinner von Anschubweltmeisterschaften der FIBT im Skeleton seit der ersten Durchführung einer Weltmeisterschaft 2002 bis zur bislang letzten Durchführung 2007 auf.

## Wettkampfregeln
Bei einer Anschubweltmeisterschaft wird eine Bahn von einer Länge von etwa 150 Metern aufgebaut, zu ihr gehören die Startzone, die eigentliche Zone zur Zeitmessung und die Auslaufzone. Auf einer Strecke von 45 Metern wird die Anschubzeit des Skeletonpiloten genommen. Anders als bei den normalen Skeletonrennen geht es bei einem Anschubwettkampf einzig um eine schnelle Anschubzeit und nicht um fahrerisches Talent. Die Wettbewerbe im Skeleton fanden manchmal parallel zu den schon länger durchgeführten Bobwettbewerben statt.

## Männer
| WM               | Gold                 | Silber               | Bronze           |
| ---------------- | -------------------- | -------------------- | ---------------- |
| 2002 Groningen   | Peter van Wees       | Dirk Matschenz       | Peter Meyer      |
| 2003 Groningen   | Alexander Arkhipenko | Florian Grassl       | Nigel Millar     |
| 2004 Leipzig     | Alexander Tretjakow  | Alexander Arkhipenko | Daniel Mächler   |
| 2005 Guadalajara | Robert Murray        | Carlos Aranda        | Florian Grassl   |
| 2006 Ilsenburg   | Miroslaw Danow       | Daniel Mächler       | Mirsad Halilovic |
| 2007 Split       | Marko Vincic         | Ander Mirambell      | Ben Sandford     |

## Frauen
| WM               | Gold                | Silber             | Bronze           |
| ---------------- | ------------------- | ------------------ | ---------------- |
| 2002 Groningen   | Maya Pedersen       | Dany Locati        | Cindy Ninos      |
| 2003 Groningen   | Jekaterina Mironowa | Charnia Weightman  | Kerstin Jürgens  |
| 2004 Leipzig     | Kerstin Jürgens     | Anja Huber         | –                |
| 2005 Guadalajara | Anja Huber          | –                  | –                |
| 2006 Ilsenburg   | Jessica Kilian      | Andreea Mitachescu | Katharina Hamann |
| 2007 Split       | Joska Le Conté      | Andreea Mitachescu | Oana Diaconu     |